# Hans Weymar
Hans Weymar (Uelsby, 1º febbraio 1884 – Amburgo, 4 luglio 1959) è stato un calciatore tedesco, di ruolo centrocampista.